# Yamaha YM2612

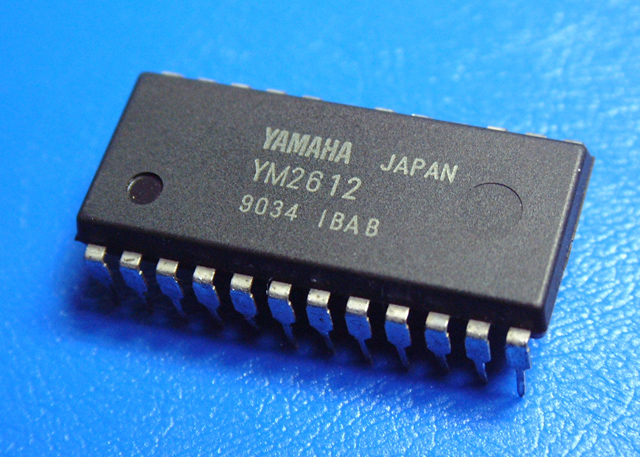
Lo Yamaha YM2612.

L'YM2612 OPN2 (da "FM Operator Type-N - Rev. 2") è un chip sonoro a 6 canali sviluppato da Yamaha. Succede alla famiglia di sintetizzatori FM "OPN" i cui chip sono stati usati in molti giochi arcade e schede audio per computer. L'YM2612 è stato prodotto anche con tecnologia CMOS: questa versione è stata messa in commercio con il nome di YM3438 OPN2C.
L'YM2612 è noto principalmente per essere stato impiegato nelle console Sega Mega Drive/Sega Genesis e nei computer Fujitsu FM Towns. Come YM3438 è stato impiegato in diversi sistemi arcade di SEGA, tra cui il Mega Play, il System 18 e il System 32.

## Caratteristiche

Piedinatura dell'YM2612.

L'YM2612 deriva dall'YM2608, rispetto al quale registra l'assenza di diversi moduli tra cui l'ADPCM, il "Rhythm Sound System", il generatori sonori programmabili SSG e le porte di input/output di uso generico GPIO. L'YM2612 integra inoltre un miscelatore semplificato con un DAC integrato.
Queste sono le sue caratteristiche principali:
- 6 canali (voci) FM simultanei;
- 4 oscillatori per canale;
- 2 contatori programmabili;
- 1 oscillatore a bassa frequenza sinusoidale;
- uscita stereo analogica (molti dei chip FM prodotti da Yamaha richiedono un convertitore digitale-analogico esterno);
- le frequenze degli oscillatori del canale 3 possono essere impostate in maniera indipendente, potendo così creare armoniche dissonanti;
- suono stereo programmabile per canale (sinistro, destro o entrambi sinistro e destro);
- compatibile con i sintetizzatori Yamaha DX/TX;

La maggior differenza fra l'YM2612 e l'YM2608 è la rimozione del miscelatore con accumulatore, al cui posto è stato inserito un più semplice multiplatore audio a divisione di tempo che invia l'output 1 canale alla volta. Un filtro sonoro esterno riduce il disturbo generato dal miscelatore più semplice, che ha di riflesso anche un effetto negativo sulla qualità audio finale.
Il sesto canale opera come un surrogato del canale PCM nel senso il chip può riprodurre dei campioni sonori ad 8 bit in modulazione PCM: attivando il registro "DAC enable" si disattiva la modulazione di frequenza su quel canale, ed i dati PCM sono scritti usando un registro ad 8 bit. L'YM2612 non ha però nessun controllo sulla frequenza e sul buffer di quel canale, operazioni che devono essere eseguite via software dalla CPU.